# Rhinocypha anisoptera
Rhinocypha anisoptera är en trollsländeart som först beskrevs av Selys 1879.  Rhinocypha anisoptera ingår i släktet Rhinocypha och familjen Chlorocyphidae. Inga underarter finns listade i Catalogue of Life.